# Polyommatini
Polyommatini es una tribu de lepidópteros ditrisios perteneciente a la familia Lycaenidae. Tiene una distribución mundial. El escritor Vladimir Nabokov las estudió extensamente[cita requerida].

## Taxonomía
Se reconoce la siguiente subtribu:
- Polyommatina

Y los siguientes géneros incerta sedis:
- Actizera
- Acytolepis
- Azanus
- Bothrinia
- Brephidium
- Cacyreus
- Caerulea
- Caleta
- Callenya
- Callictita
- Castalius
- Catochrysops
- Catopyrops
- Cebrella
- Celastrina
- Celatoxia
- Cupido
- Cupidopsis
- Cyclyrius
- Danis
- Discolampa
- Eicochrysops
- Elkalyce
- Epimastidia
- Erysichton
- Euchrysops
- Euphilotes
- Everes
- Famegana
- Glaucopsyche
- Harpendyreus
- Iolana
- Ionolyce
- Jameela
- Jamides
- Lampides
- Lepidochrysops
- Leptotes
- Lestranicus
- Lycaenopsis
- Megisba
- Micropsyche
- Monodontides
- Nacaduba
- Neolucia
- Neopithecops
- Notarthrinus
- Nothodanis
- Oboronia
- Orachrysops
- Oraidium
- Oreolyce
- Orthomiella
- Otnjukovia
- Palaeophilotes
- Paraduba
- Paralycaeides
- Parelodina
- Perpheres
- Petrelaea
- Phengaris
- Philotes
- Philotiella
- Phlyaria
- Pistoria
- Pithecops
- Plautella
- Praephilotes
- Prosotas
- Pseudophilotes
- Pseudonacaduba
- Pseudozizeeria
- Psychonotis
- Ptox
- Rhinelephas
- Rysops
- Sahulana
- Sancterila
- Scolitantides
- Shijimia
- Shijimiaeoides
- Sidima
- Sinia
- Subsolanoides
- Solomona
- Syntarucoides
- Talicada
- Tartesa
- Tarucus
- Thaumaina
- Theclinesthes
- Thermoniphas
- Tongeia
- Turanana
- Tuxentius
- Udara
- Una
- Upolampes
- Uranobothria
- Uranothauma
- Zintha
- Zizeeria
- Zizina
- Zizula

Estos últimos a veces se agrupan en las subtribus Cupidina (Cupido) y Leptotina (Leptotes).